# Derodontus tuberosus
Derodontus tuberosus is een keversoort uit de familie tandhalskevers (Derodontidae). De wetenschappelijke naam van de soort is voor het eerst geldig gepubliceerd in 1986 door Hisamatsu & Sakai.